# Ville-Neuve du Temple
La Villeneuve-du-Temple  est un micro-quartier de Paris.

## Situation et accès
Il est situé au nord du Marais délimité par la rue de Bretagne au  nord-est, la rue des Archives, la rue des Quatre-Fils puis la rue Vieille-du-Temple à l’est, la rue des Francs-Bourgeois et la rue Rambuteau au sud, la rue du Temple à l’ouest, créé vers 1300 par le lotissement d’une partie du domaine de l'ordre du Temple.
Ce territoire correspond à des fractions des quartiers administratifs des Enfants-Rouges, de Sainte-Avoye et des Archives.
Le quartier est desservi par les lignes de métro 3 et 11 à la station Arts et Métiers et 11 à la station Rambuteau.

## Historique

### Les Templiers
La censive de l’ordre des Templiers était un vaste domaine féodal qui s’étendait au nord de la rue de la Verrerie jusqu’à l’enclos du Temple (quadrilatère approximativement entre les actuelle rues du Temple, de Bretagne, du Petit-Thouars et de Picardie) et, au-delà, jusqu’en bas de la colline de Ménilmontant (rue de la Folie-Méricourt), en largeur entre les rues du Temple et Vieille-du-Temple.
Ce domaine fut agrandi par acquisitions de terres à la communauté de Saint-Lazare à l’est de la rue Vieille-du-Temple. Une partie de ce territoire à l’intérieur de l’enceinte de Philippe-Auguste encore non bâtie à sa construction vers 1190 se construit rapidement au cours des décennies suivantes. Le roi Philippe III retire en 1279 de la juridiction du Temple, la partie entre la rue de la Bretonnerie et l’enceinte de Philippe-Auguste (approximativement à l’emplacement de la rue des Francs-Bourgeois) et confirme les droits des Templiers au nord de cette enceinte.

### Création du quartier
A la fin du XIIIe siècle, la partie de ce territoire encore agricole situé entre l’enclos du Temple et l’enceinte de Philippe Auguste est urbanisé par lotissement à l’initiative des Templiers pour valoriser leur domaine. Des habitations existantes sont détruites et les tenanciers sont indemnisés pour ouvrir de nouvelles voies.
La porte du Chaume est percée en 1288 dans l’enceinte et un axe nord-sud est créé au départ de cette porte, la rue du Chaume, tronçon de l'actuelle rue des Archives. Des voies parallèles reliant cette rue à la rue du Temple sont ouvertes à partir de 1282, la rue Richard-des-Poulies (du nom de l’acquéreur d’un terrain, actuelle rue Portefoin), rue Pastourelle, rue du Noyer disparue, rue Jean-L’Huillier (actuelle rue des Haudriettes), rue des Bouchers où était installée la boucherie du Temple (actuelle rue de Braque). Quelques années plus tard, d'autres rues sont créées, la rue du Chantier disparue (actuellement le long de la façade de l’hôtel de Soubise), de la rue des Quatre-Fils-Hémon (actuelle rue des Quatre-Fils).
Des parcelles de tailles variées, de 24 à 2 649 m2, trouvent rapidement preneurs en raison des avantages accordés à leurs acquéreurs : exemption de taille, de diverses taxes. Parmi les occupants, les métiers du bâtiment et les tisserands sont très représentés. Ceux-ci étendent leur production sur des poulies qui donnent leur nom à  la rue des Poulies à l’extérieur de l’enceinte à proximité de celle-ci. Cette rue est un tronçon de l’actuelle rue des Francs-Bourgeois.
Ce lotissement succède à celui du Bourg Saint-Martin-des-Champs à l'ouest de la rue du Temple qui date du début du XIIIe siècle et précède celui de la couture Sainte-Catherine à l'est créé au XVIe siècle.
Ce quartier compte 240 maisons en 1362 et une population d’environ  1 200 habitants.
A la fin du XIVe siècle, le quartier est englobé dans le périmètre de l’enceinte de Charles V. Des hôtels aristocratiques s’y établissent à la suite de l’installation de Charles V à l’hôtel Saint-Pol. De nombreux hôtels particuliers se construisent au XVIIe siècle.

### AuXXIesiècle
Après le Moyen-Âge et surtout depuis la destruction de la Tour et de l’enclos du Temple en 1808, le quartier, d'une surface très restreinte, a perdu son identité autre qu’historique.
La Ville-Neuve du Temple n’est traversée par aucune percée haussmannienne mais plusieurs rues, notamment la rue des Archives et la rue des Quatre-Fils, ont été élargies par tronçons par application incomplète de procédures d’alignement, entraînant la destruction de certaines façades et épargnant d’autres édifices.

## Bâtiments remarquables et lieux de mémoire
Ce quartier comprend un grand nombre de Monuments historiques[Lesquels ?].

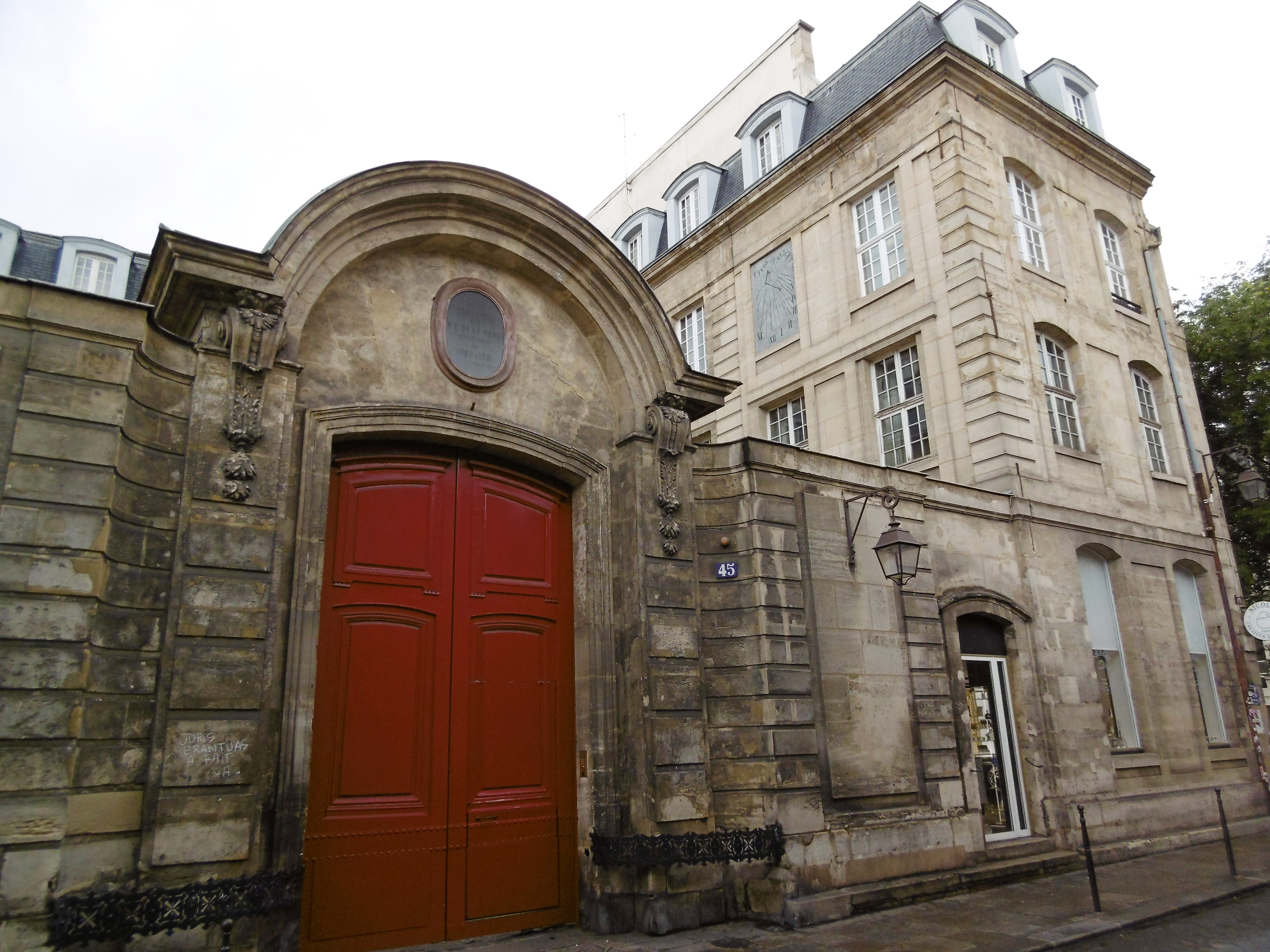
Couvent de la Merci façade sur rue des Archives
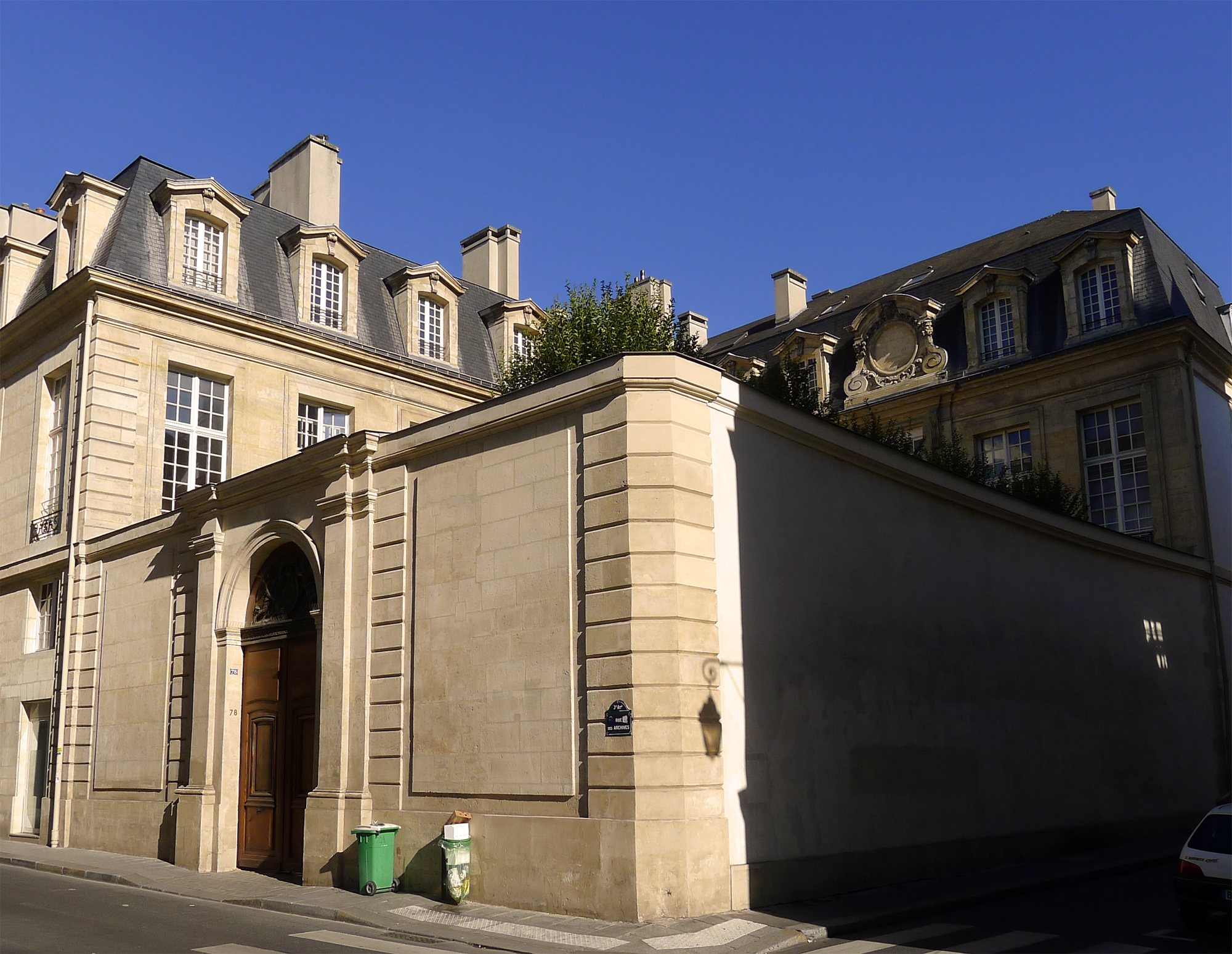
Hôtel Tallard rue des Archives
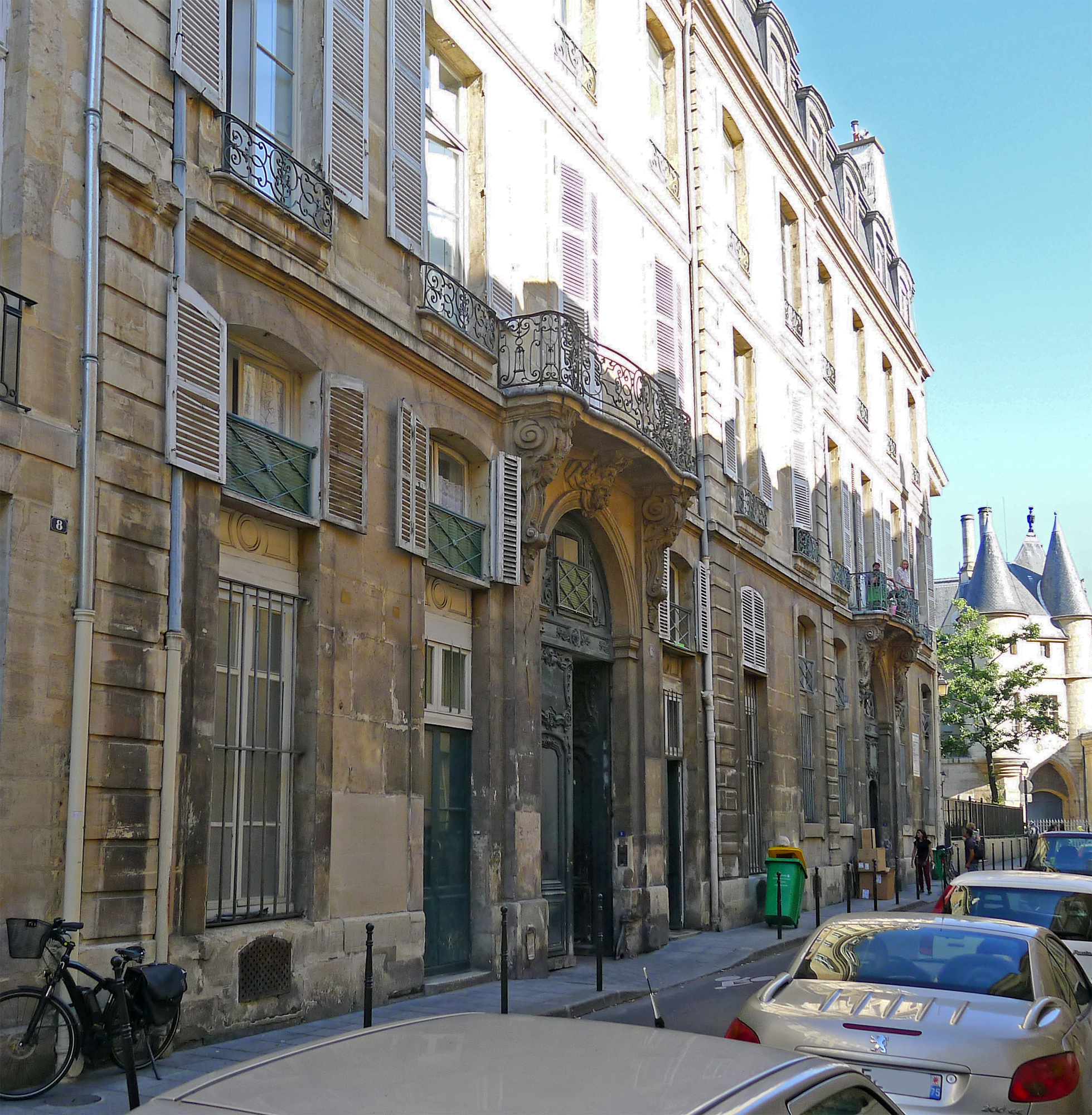
Hôtel Lelièvre rue de Braque